# Sinh trưởng của vi sinh vật

## Khái niệm sinh trưởng
Sự sinh trưởng của quần thể vi sinh vật được hiểu là sự tăng số lượng tế bào của quần thể.Nghĩa là sau khi quần thể vi sinh vật xâm nhập vào cơ thể vật chủ và tìm được nguồn dinh dưỡng thích hợp.Lúc đó quần thể vi sinh vật sẽ sinh trưởng và sinh sản.
Thời gian thế hệ (kí hiệu là G) là thời gian cần cho một tế bào phân chia hay quần thể nhân đôi về mặt số lượng cá thể. Ví dụ: E.coli có thời gian thế hệ là 20 phút (cứ 20 phút phân đôi một lần).
Thời gian thế hệ thay đổi nhiều ở các quần thể khác nhau và điều kiện khác nhau.
Tốc độ sinh trưởng riêng của VSV (µ) là số lần phân chia trong một đơn vị thời gian của một chủng trong điều kiện nuôi cấy cụ thể
{\displaystyle \mu =\operatorname {n} \!/\operatorname {t} \!}                 Nt=No * 2 mũ n
Với n là số lần phân chia tế bào và t là thời gian phân chia

## Sự sinh trưởng của quần thể vi khuẩn

### Nuôi cấy không liên tục
Môi trường nuôi cấy không được bổ sung chất dinh dưỡng mới và không được lấy đi các sản phẩm chuyển hóa vật chất được gọi là môi trường nuôi cấy không liên tục
Số tế bào sau n lần phân chia từ {\displaystyle N_{0}} tế bào ban đầu trong thời gian t là: {\displaystyle N_{t}=N_{0}.2^{n}}
Nuôi cấy không liên tục gồm 4 pha
- Pha  tiềm phát (pha lag): Vi khuẩn thích nghi với môi trường, số lượng tế bào trong quần thể chưa tăng. Enzim cảm ứng được hình thành để phân giải cơ chất.
- Pha lũy thừa (pha log): Vi khuẩn sinh trưởng với tốc độ lớn nhất và không đổi, số lượng tế bào trong quần thể tăng lên rất nhanh.
- Pha cân bằng: Số lượng vi khuẩn trong quần thể đạt cực đại và không đổi theo thời gian, vì số lượng tế bào sinh ra bằng số lượng tế bào chết đi
- Pha suy vong: Môi trường sống cạn kiệt chất dinh dưỡng, số tế bào chết ngày càng lớn

### Nuôi cấy liên tục
Môi trường nuôi cấy liên tục là môi trường luôn được bổ sung các chất dinh dưỡng cần thiết vào và đồng thời lấy ra một lượng dịch nuôi cấy tương đương. Người ta dùng phương pháp nuôi cấy liên tục trong sản xuất sinh khối để thu nhận prôtêin đơn bào, các hợp chất có tính sinh học như các amino acid,...